# Ordina Open de 1995
O Ordina Open de 1995 foi um torneio ATP masculino de tênis em Rosmalen, Holanda e jogado em piso de grama. O evento foi parte do ATP International Series do ATP Tour de 1995. Foi a sexta edição do torneio e foi jogado a partir de 12 de junho a 19 de junho de 1995.
Karol Kučera venceu seu primeiro título de simples na carreira.

## Campeões

### Simples
Karol Kučera derrotou  Anders Järryd, 7-6(9-7), 7-6(7-4)

### Duplas
Richard Krajicek /  Jan Siemerink derrotou  Hendrik Jan Davids /  Andrei Olhovskiy, 7-5, 6-3